# Партенітська мечеть

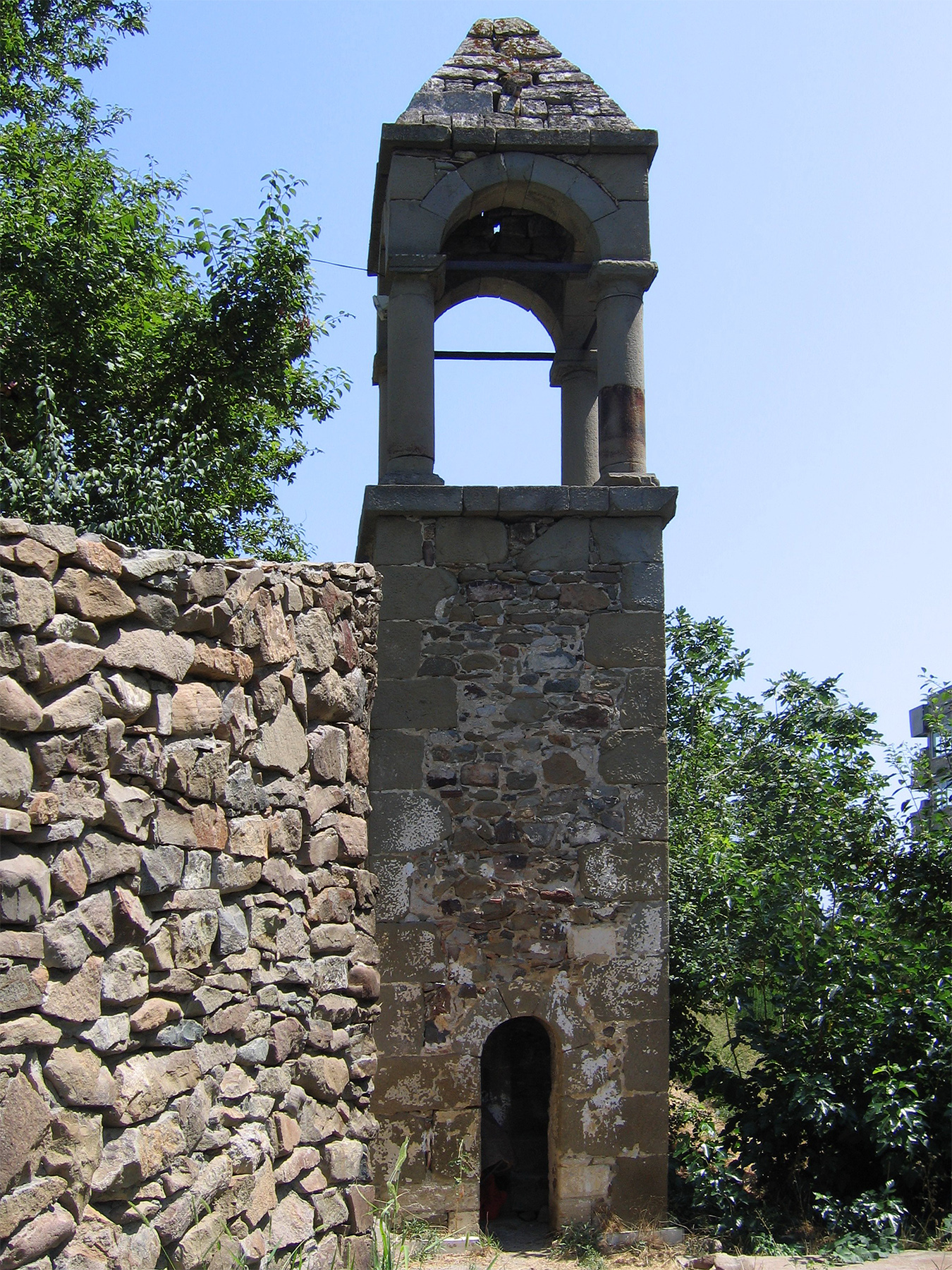
Мінарет мечеті

Партенітська мечеть (крим. Partenit Cami) — зруйнована мечеть у містечку Партеніт Ялтинського району Автономної Республіки Крим. Пам'ятка культурної спадщини України UA-01-103-0047.

## Опис
Назва мечеті не збереглася. На щастя зберігся мінарет (за іншими данними — мінбар), що виконаний у формі невеликої, але досить високої квадратної вежі з дикого каменю, верхівку якої вінчає голкове завершення.
У стіні виділяється табличка, що прославляє Аллаха цитатами з Корану.
Поруч височить частина кам'яної стіни, це все, що залишилося від колишньої мечеті. Неподалік знаходиться будинок традиційної старокримської архітектури, в якому колись мешкав мулла, а зараз знаходиться православна церква Благовіщення Пресвятої Богородиці.

## Історія
Дата побудови: кінець XVIII — початок XIX століття.
Будівля мечеті простояла до 80-х років XX століття і була зруйнована під час розширення старої дороги разом із старовинним традиційним фонтаном — «Чешме», що знаходився поряд з нею.